# Idaea demandaria
Idaea demandaria är en fjärilsart som beskrevs av Eugen Johann Christoph Esper 1797. Idaea demandaria ingår i släktet Idaea och familjen mätare. Inga underarter finns listade i Catalogue of Life.